# موز وشواطئ وقواعد عسكرية
«موز وشواطئ وقواعد عسكرية: إعطاء معني نسوي للسياسات الدولية» هو كتاب للمؤلفة (سينثيا إنلوي). تم نشره لأول مرّة عام 1990، ونشرت لاحقًا نسخة مُراجعة منه في 2014. يركز الكتاب على نظرية العلاقات الدولية النسوية، والتي تشتق عنوانها من كتاب «التاريخ النوعي للموزة» كما يتضح من خلال الترويج لمبيعاته من خلال تصورات «كارمن ميراندا»، باللإضافة إلى المشاكل النوعية المتعلقة بالسياحة والقواعد العسكرية.

## المحتوى
يصف الكتاب كيف أن النوع والعرق والطبقة يؤَثرون على الحياة اليومية للنساء حول العالم، باستخدام تشكيلة من المصادر من ضمنها وثائق تاريخية وحكومية وأدب السيرة الذاتية ووسائل الإعلام واللقاءات. يحتوي الكتاب على فصول عن السياحة والإستعمار والقومية والنساء والقواعد العسكرية والأزواج الدبلوماسية و«كارمن ميراندا» ومزارع الموز وعمال النسيج من النساء والمصرفيون الدوليون وعاملات المنازل من المهاجرات وصندوق النقد الدولي.
في النسخة المُراجعة، أضافت (إنلوي) محتوى عن التظاهرات الجديدة للعسكرية, والتي تعطي تقارير جديدة عن النساء المنضمات إلى، والمتأثرات بالجيش. وتعلق علي الطرق المختلفة «التي حاولت في النساء أن تقاوم الأثار المدمرة للعنف والحرب»، مشيرة لأعمال النسويات السوريات، والعراقيات، والنساء الأفغانيات.

## الأستقبال
في تقييمها للكتاب من أجل «الجمعية الأمريكية للعلوم السياسية» عام 1991, وصفته «آن سيسون رونيان» بكونه «رائدًا», وقائلة: أنه عرض «مُنعطف منعش وثاقب وحيوي بعيدًا عن المعالجات التقليدية للسياسات الدولية». وفي عام 1992, وقالت «جوديث هيكس ستاهم» من مجلة «ساينز» على الكتاب أنه: «أستكشاف واسع ورائع للنساء والعلاقات الدولية», مادحة إياه لستخدامه الجيد للصور والسعة و«قوة تعبيراته»، وأصالته، مستنتجة أنه كان «من المضمون» أن يكون مقروءً باتساع. وفي كتابتها للجمعية الإجتماعية الأمريكية عام 1993, قالت «كاثرين وارد» أنه: «يجب أن يُقرأ» للأشخاص المهتمين بأي جانب من عالم الاقتصاد أو السياسة.
1. 1 2  Enloe, Cynthia; Lacey, Anita; Gregory, Thomas (2016). "Twenty-five years of Bananas, Beaches and Bases: A conversation with Cynthia Enloe". Journal of Sociology. 52 (3): 537–550
2. 1 2 3  Kathryn, Ward (1993). "Bananas, Beaches, and Bases: Making Feminist Sense of International Politics (Book Review)". American Sociological Association. 22 (1): 80–82
3. ↑  Runyan, Anne Sisson (1991). "Bananas, Beaches, and Bases: Making Feminist Sense of International Politics (Book Review)". American Political Science Association. 85 (1): 333–335.
4. ↑  Stiehm, Judith Hicks (1992). "Bananas, Beaches, and Bases: Making Feminist Sense of International Politics. Cynthia Enloe The Remasculinization of America: Gender and the Vietnam War. Susan Jeffords Soldaderas in the Mexican Military: Myth and History". Signs. 17 (4): 825–829.